# 미와정 (아이치현)
미와정(일본어: 美和町)은 나고야시에서 서쪽으로 12km 떨어진 아이치현 아마군의 북단에 위치했던 정이다. 2010년 3월 22일에 아마군 지모쿠지정, 싯포정과 합병해 아마시가 되어 소멸했다.

## 인접한 자치체
- 쓰시마시
- 아이사이시
- 이나자와시
- 아마군 지모쿠지정, 싯포정

## 역사
- 1906년 - 세이소쿠 촌, 하치스카 촌, 시노다 촌이 합병해 미와 촌이 성립하였다.
- 1958년 - 정으로 승격해 미와 정이 되었다.

## 교통

### 철도
- 나고야 철도 쓰시마선